# Visperterminen
Visperterminen (toponimo tedesco) è un comune svizzero di 1 363 abitanti del Canton Vallese, nel distretto di Visp.

## Geografia fisica
Nel paese si trova la vigna più alta d'Europa, situata a 1150 metri slm.

## Monumenti e luoghi d'interesse
- Chiesa parrocchiale cattolica di San Teodulo, eretta nel 1256[2].

## Società

### Evoluzione demografica
L'evoluzione demografica è riportata nella seguente tabella:
Abitanti censiti

## Geografia antropica

### Frazioni
- Bitzinen
- Niederhäusern
- Oberstalden
- Parmili
- Sattolti
- Unterstalden

## Amministrazione
Ogni famiglia originaria del luogo fa parte del cosiddetto comune patriziale e ha la responsabilità della manutenzione di ogni bene ricadente all'interno dei confini del comune.